# Rochelle Stevens
Rochelle Stevens, née le 8 septembre 1966 à Memphis, Tennessee, est une ancienne athlète américaine. Spécialiste du 400 m, elle a obtenu deux médailles olympiques avec le relais 4 × 400 m américain.

## Palmarès

### Jeux olympiques d'été
- Jeux olympiques d'été de 1992 à Barcelone ( Espagne)
  - 6e sur 400 m
  -  Médaille d'argent en relais 4 × 400 m
- Jeux olympiques d'été de 1996 à Atlanta ( États-Unis)
  -  Médaille d'or en relais 4 × 400 m

### Championnats du monde d'athlétisme
- Championnats du monde d'athlétisme de 1995 à Göteborg ( Suède)
  -  Médaille d'or en relais 4 × 400 m